# Rhysipolis taiwanicus
Rhysipolis taiwanicus är en stekelart som beskrevs av Sergey A. Belokobylskij 1988. Rhysipolis taiwanicus ingår i släktet Rhysipolis och familjen bracksteklar. Inga underarter finns listade i Catalogue of Life.